# Théophane de Mytilène
Pour les articles homonymes, voir Théophane.

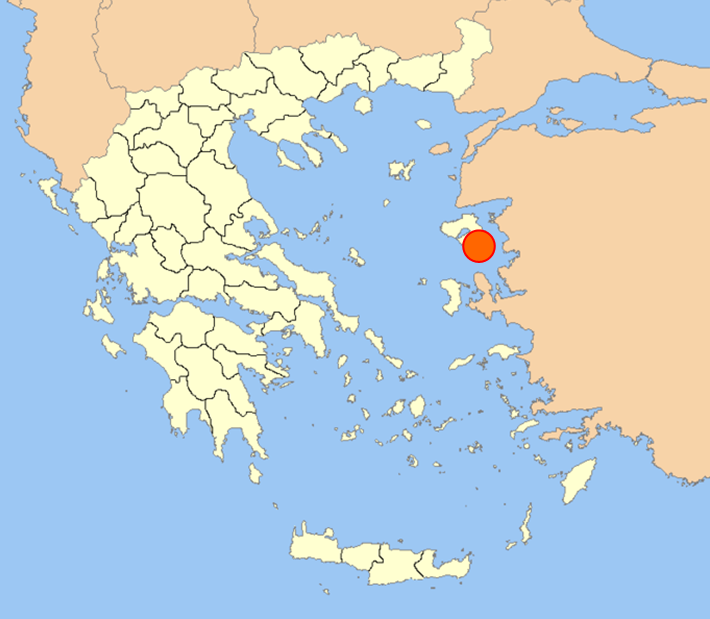
Carte indiquant la cité de Mytilene sur l'île de Lesbos

Théophane (né en 80 av. J.-C., mort en 30 av. J.-C.) est un historien antique d'origine grecque. Il est né dans la cité de Mytilène sur l'île de Lesbos.
Ami de Pompée qui lui obtient la citoyenneté romaine lors de son passage dans la cité de Mytilène, il est surtout connu pour son civisme.
Il ne subsiste que quelques fragments de son ouvrage historique.
L'ouvrage tout à la gloire de son bienfaiteur, le général romain Pompée, retraçait les campagnes militaires des Romains en Asie.
On peut y déceler son érudition pour les coutumes et légendes du Pont en Asie mineure.